# Втори шанс (сериал, Турция)
Втори шанс (на турски: Kalbimdeki Deniz, букв. превод: В сърцето ми е Дениз или Морето в сърцето ми) е турски драматичен сериал, излязъл на телевизионния екран през 2016 г.

## Сюжет
Дениз е щастлива и жизнерадостна жена. Тя живее в луксозно имение, където заедно със съпруга си отглеждат двете си деца. В един момент обаче нещата се объркват.
Мъжът й изчезва безследно, а от банковата им сметка няма пари. Скоро след това Дениз разбира,че мъжът й има друга жена. Съкрушена от изневярата, тя рашева да се премести в нов дом. Неочаквано Дениз се запознава с инструкторът по езда Мират,в когото се влюбва. Той ще й покаже какво означава истинска любов.

## Излъчване
| Сезон | Сезон | Епизоди | Начало на сезона | Край на сезона | Всички епизоди | ТВ сезон    | ТВ канал | Дата и час                |
| ----- | ----- | ------- | ---------------- | -------------- | -------------- | ----------- | -------- | ------------------------- |
|       | 1     | 34      | 22 октомври 2016 | 17 юни 2017    | 1 – 34         | 2016 – 2017 | FOX      | събота (20:00)            |
|       | 2     | 26      | 9 септември 2017 | 12 март 2018   | 35 – 60        | 2017 – 2018 | FOX      | събота/понеделник (20:00) |

## Излъчване в България
| Сезон | Сезон | Епизоди | Начало на сезона  | Край на сезона     | Всички епизоди | ТВ сезон | ТВ канал | Дата и час                 |
| ----- | ----- | ------- | ----------------- | ------------------ | -------------- | -------- | -------- | -------------------------- |
|       | 1     | 80      | 7 май 2019 г.     | 27 август 2019 г.  | 1 – 80         | 2019 г.  | bTV      | всеки делничен ден (13:30) |
|       | 2     | 68      | 28 август 2019 г. | 3 декември 2019 г. | 81 – 148       | 2019 г.  | bTV      | всеки делничен ден (13:30) |

## Актьорски състав
- Йозге Йозберк – Дениз Йозтуна
- Кутси – Мират Явуз
- Йешим Джерен Бозоолу – Фикрийе Йълмаз
- Себахат Кумаш – Дияр Саръкая
- Девин Йозгюр Чънар – Хюля Аксал
- Хакан Ератик – Алихан Йозтуна
- Хакан Ванлъ – Нежат Аксал
- Зейнеп Айдемир – Шебнем Башран
- Гюзин Уста – Джемиле Шахин
- Левенд Йълмаз – Мехмет
- Хазал Адъяман – Едже Йозтуна
- Батухан Екши – Мустафа Тархан
- Назлъ Пънар Кая – Фиген Йълмаз
- Чаалаян Дорук Озаноолу – Озан Йозтуна
- Фарук Юстюн – Ибрахим Тархан
- Туран Селчук Йерликая – Серкан
- Еврен Ерлер – Ширзат Саръкая
- Серджан Гюлбахар – Дживан Саръкая
- Серкан Атънташ – Сердем
- Мевре Айсал – Елван Саръкая
- Къванч Кълънч – Артън
- Емре Янък – Керем Джан
- Темуз Йълдъз – Йосеф
- Айдан Шенер – Захиде
- Йълмаз Шериф – Салман Саръкая
- Кубилай Пенбеклиоолу – Тургут
- Хюля Шен – Нуршен
- Суат Карауста – Орхан
- Дениз Гьокчер – Гюзин
- Симге Селчук – Рашел
- Джанер Куртаран – Исак Уолоуиц

## В България
В България сериалът започва на 7 май 2019 г. по bTV и завършва на 27 август. На 28 август започва втори сезон и завършва на 3 декември. Дублажът е на студио Медиа Линк върху англоезичен синхрон (първи сезон) и турскоезичен синхрон (втори сезон). Ролите се озвучават от Мими Йорданова, Ева Демирева, Василка Сугарева, Иван Танев (в първи сезон), Виктор Танев (във втори сезон) и Момчил Степанов.
На 28 февруари 2021 г. започва повторно излъчване по bTV Lady и завършва на 14 ноември.